# 森林微蟹蛛
森林微蟹蛛（学名：Lysiteles silvanus）为蟹蛛科微蟹蛛属的动物。分布于台湾岛以及中国大陆的湖北、湖南等地。该物种的模式产地在台湾。